# Hurston (cràter)
Hurston és un cràter d'impacte en el planeta Venus de 52,4 km de diàmetre. Porta el nom de Zora Neale Hurston (1891-1960), escriptora, antropòloga estatunidenca, i el seu nom va ser aprovat per la Unió Astronòmica Internacional el 1994.